# Museum Mobile

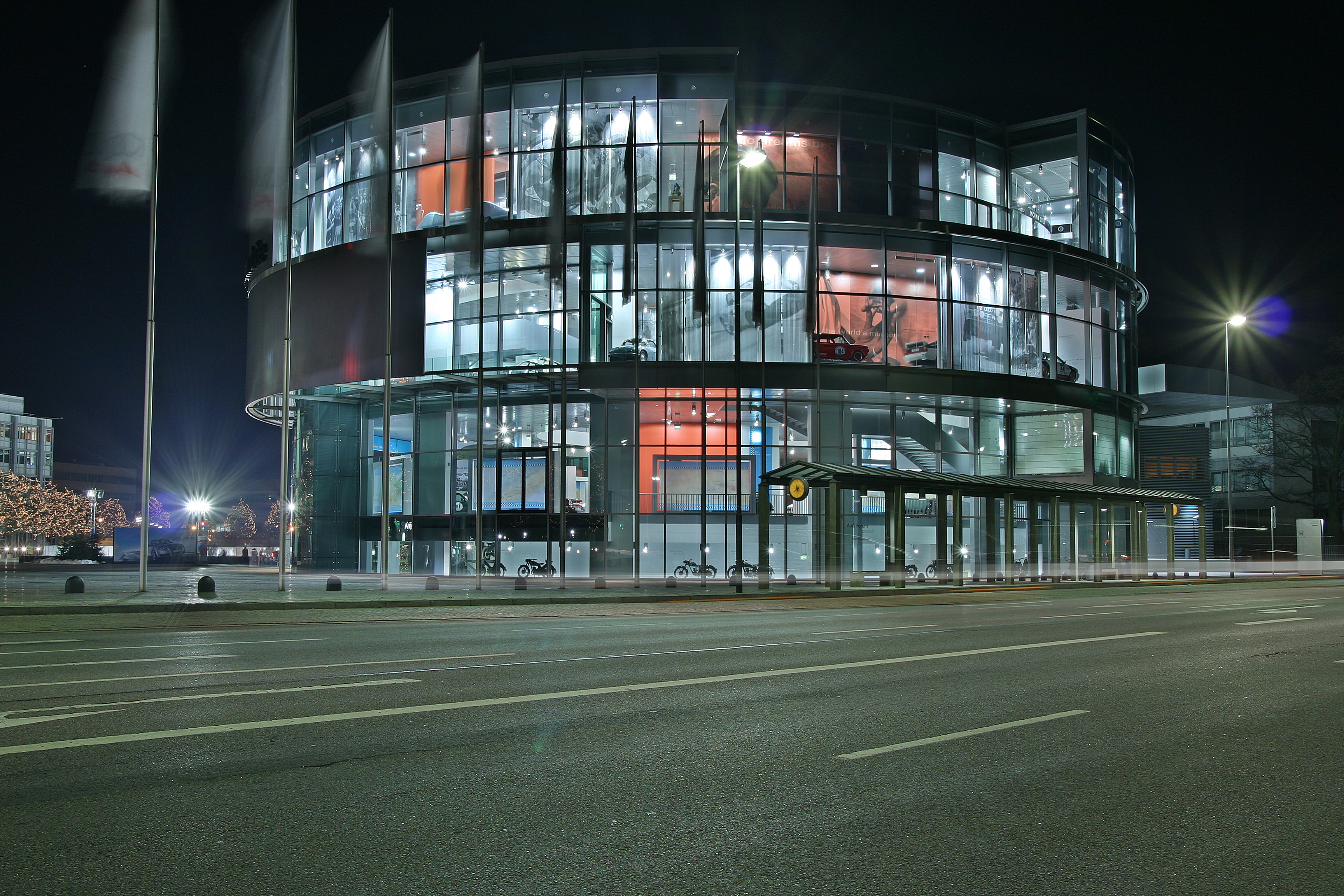
Audi Museum em Ingolstadt

Museum Mobile, também conhecido por Audi Museum, é um museu automobilístico de propriedade da Audi AG. A sede da instituição é na cidade alemã de Ingolstadt, na região administrativa da Alta Baviera.
Inaugurado em 15 de dezembro de 2000, o museu possui um acervo, para exposição permanente, de 50 carros e 30 motos, além de bicicletas e itens históricos relacionados as marcas Audi, DKW, Horch, Wanderer e NSU. A principal atração é um paternoster instalado com 14 automóveis em constante movimentação.
Outra atração é o próprio prédio do museu, construído em forma circular de vidro e aço com mais de 22 m de altura e que já recebeu vários prêmios, entre eles o "red dot:grand prix".